# 通貨膨脹率
經濟學上，通貨膨脹率（英語：Inflation rate）為物價平均水準的上升幅度（以通貨膨脹為準）。以氣球來類比，若其體積大小為物價水準，則通貨膨脹率為氣球膨脹速度。或說，通貨膨脹率為货币購買力的下降速度。
以 P1 為現今物價平均水準（現今的GDP平減指數）， P0 為去年的物價水準（去年的GDP平減指數），年度通貨膨脹率可測量如下：
通貨膨脹率 = (P1  - P0)/P0×100%
計算通貨膨脹率有其他方法，如以P1的自然對數 減去 P0的自然對數，同樣以百分比表示。
核心通胀率（core inflation）是指消费价格指数中剔除食品和能源价格变化之后的价格变化率。

## 相關連結
- 各國通貨膨脹率列表